# Sabaneta (Veneçuela)
Sabaneta és una ciutat de Veneçuela, capital del municipi d'Alberto Arvelo Torrealba, al nord-est de l'estat de Barinas, fundada el 1787 per Juan de Alhama. Sabaneta té uns 27.850 habitants. L'activitat principal de la ciutat és l'agricultura, destacant el cultiu de tabac, cotó i canya de sucre, destacant el processament del sucre.

## Persones nascudes a Sabaneta
- Hugo Chávez, 52è President de Veneçuela[2]